# آرکو

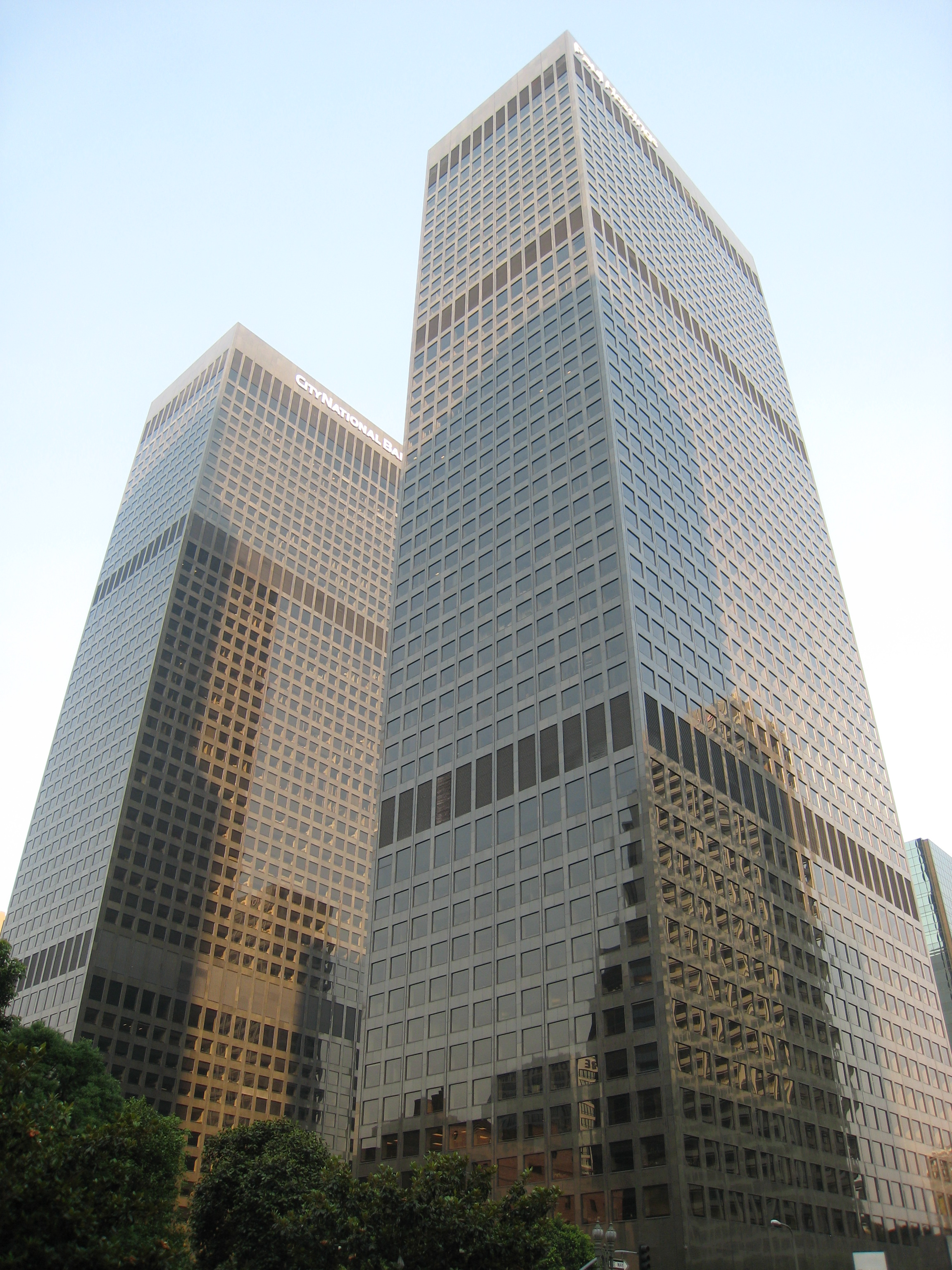
ساختمان اداری شرکت آرکو در لوس‌آنجلس، کالیفرنیا

آرکو (به انگلیسی: ARCO) یا آتلانتیک ریچفیلد کمپانی شرکت نفت آمریکایی است، که حوزه فعالیت‌های آن در ایالات متحده، اندونزی و حوضه‌های نفتی دریای شمال و دریای جنوبی چین می‌باشد.
این شرکت در سال ۱۹۶۶ در شهر لا پالما، کالیفرنیا تأسیس گردید و در سال ۲۰۰۰ توسط شرکت بریتانیایی بی‌پی خریداری شد. شرکت آرکو درحال‌حاضر دارای ۱٫۳۰۰ جایگاه پمپ بنزین در ایالات متحده می‌باشد.